# Savannahlander
Der Savannahlander ist ein vorwiegend touristischer Personenzug in Far North Queensland in Australien.

## Triebwagen
Für den Betrieb des Savannahlander stehen drei Queensland Railways 2000 class rail motor zur Verfügung. Zwei der Wagen, Nr. 2026 und 2028, stammen aus dem Jahr 1963 und einer, Nr. 2053, aus dem Jahr 1971.

## Fahrt
Der Zug verkehrt zwischen März und November einmal in der Woche von der Küstenstadt Cairns nach Forsayth und zurück. Für die 424 Kilometer lange Strecke benötigt er mehrere Tage, mit nächtlichen Zwischenstopps in Almaden, Forsayth und Mt Surprise. Da der Zug über keine Schlafmöglichkeiten verfügt, müssen die Passagiere den Zug währenddessen verlassen und in örtlichen Unterkünften übernachten.
Neben Touristen nutzen auch Anwohner den Zug. In geringem Umfang finden auch Postzustellungen statt.

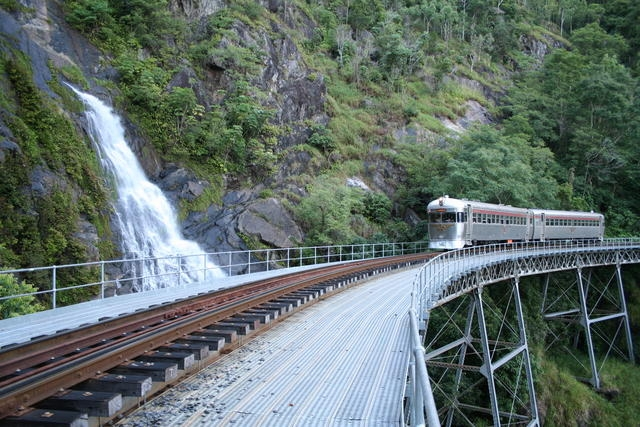
Der Savannahlander in Stoney Creek Falls im April 2005
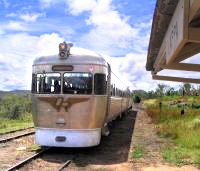
Der Savannahlander in Lappa Junction im April 2006
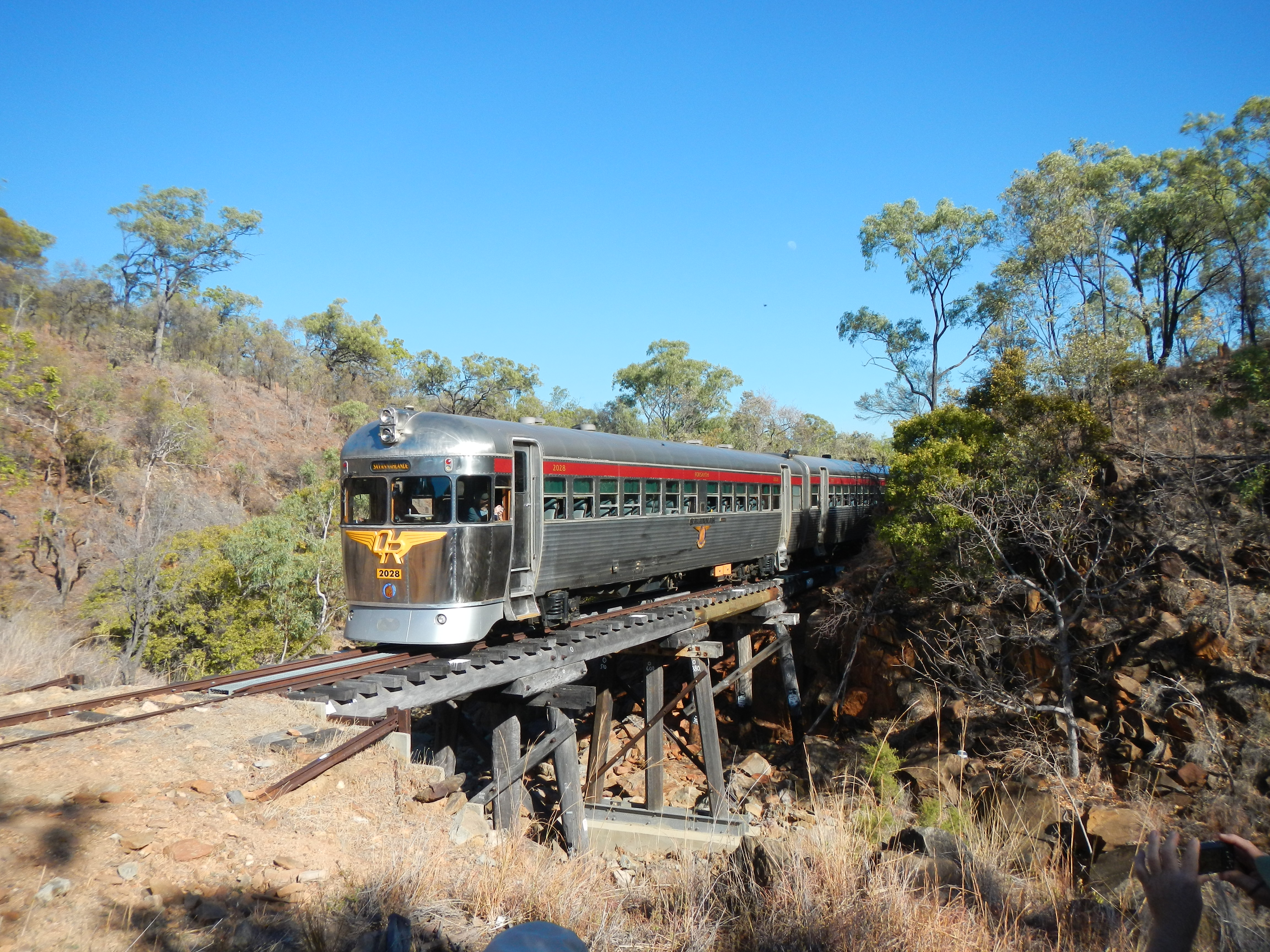
Überquerung einer Holzbrücke auf der Tablelands Line